# 長谷川純子 (小説家)
長谷川純子（はせがわ じゅんこ、1966年 - ）は、日本の小説家、ルポライター、イラストレーター。神奈川県生まれ。2004年『発芽』で小説家デビュー。

## 作品
- 発芽 （マガジンハウス 2004年）
- 孤独のいいなり （幻冬舎 2006年）
- はずれ姫 （新潮社 2006年）